# No Surprises
No Surprises este a zecea piesă de pe albumul OK Computer al trupei britanice Radiohead. 

## Legături externe
- No Surprises la MusicBrainz (lista lansărilor)
- Versurile complete ale acestei piese pe MetroLyrics